# قلعه گبری (شهر ری)
قلعهٔ گبری قلعه ای تاریخی در جنوب شرقی شهر ری است که در شهرک علائین و محلی به همین نام واقع شده‌است. قلعه گبری از جمله بناهای قدیمی است که قدمت آن به ۲۰۰۰ سال پیش می‌رسد. این قلعه که مساحتی در حدود ۳۰۰۰ متر مربع دارد در دورهٔ ساسانیان ساخته شده‌ است. برج و باروهای این قلعه در طی قرن‌ها به دلیل فرسایش تخریب شده و امروز تنها دیوارهای طولانی و مرتفع از خشت و گل بر جا مانده‌است. پیش از انقلاب، از این قلعه به عنوان کارخانه باروت سازی استفاده می‌شد و پس از مرگ صاحب آن، این قلعه در اختیار آستان عبدالعظیم حسنی قرار گرفت.
از آن‌جا که فضای داخلی قلعه از اهمیت چندانی برخوردار نیست و به جهت مرتفع بودن دیوارها و قرار گرفتن این قلعه بر روی تپه، اکنون از آن به عنوان انبار استفاده می‌شود.

## قبرهای تاریخی
مردآویج زیاری، بنیان‌گذار سلسله آل زیار (مرگ ۳۱۳ خورشیدی)، در این مکان دفن شده‌است.

## تاریخچه قلعه گبری
این قلعه باستانی با قدمت ۲۰۰۰ ساله، در ابتدا برای حفظ جان و مال ساکنان اطراف قلعه از حملات دشمنان ساخته شد و پس از آن نیز به مکانی برای اسکان سربازان ساسانی تبدیل گشت.

## اشیا کشف شده
متاسفانه از کشفیات اشیا قدیمی اطلاعات واضح و دقیق و روشنی در دسترس نیست.